# Reinhard Lauck
Reinhard Lauck (* 16. September 1946 in Sielow; † 22. Oktober 1997 in Berlin), Spitzname „Mäcki“, war ein deutscher Fußballspieler. In seiner Spielerkarriere war er unter anderem für den 1. FC Union Berlin sowie den BFC Dynamo aktiv und zudem Nationalspieler der DDR. Mit der Nationalmannschaft nahm er an der Weltmeisterschaft 1974 teil und gewann bei den Olympischen Spielen 1976 die Goldmedaille.

## Sportliche Laufbahn

### Gemeinschafts- und Clubstationen
Laucks Fußballkarriere begann 1958 bei der SG Sielow, von welcher er zwei Jahre später zur Armeesportgemeinschaft Vorwärts Cottbus wechselte, ehe er sich im Alter von 17 Jahren 1963 dem SC Cottbus anschloss. Nachdem er für den Männerbereich spielberechtigt geworden war, spielte er zunächst für die 2. Mannschaft in der Cottbusser Bezirksliga und konnte sich dort für die Liga-Elf des SCC anbieten. Zunächst sind dies 1965/66 noch vier Partien in der unter dem alten Namen, ab Rückrundenstart dann 15 Punktspiele mit 8 Treffern unter der neuen Bezeichnung BSG Energie Cottbus, da die Sektion Fußball des Sportklubs im Februar 1966 in eine Betriebssportgemeinschaft umgewandelt worden war. Im Mai 1966 wurde Lauck zum Armeedienst eingezogen, konnte während dieser Zeit aber bei der DDR-Liga-Mannschaft ASG Vorwärts Neubrandenburg weiter Fußball spielen. Im November 1967 kehrte Lauck nach Cottbus zurück, wechselte aber noch vor Abschluss der Saison zum Oberligisten 1. FC Union Berlin. Sein letztes Match für die Lausitzer bestritt er am 19. Mai 1968 im Rahmen des 30. und letzten Spieltages der Spielzeit 1967/68, in der er mit den Cottbussern in der Nordstaffel der Liga hinter seinem späteren Verein BFC Dynamo Tabellenzweiter wurde. Bereits 21 Tage später lief Lauck für den 1. FC Union Berlin im noch laufenden FDGB-Pokalwettbewerb auf.
Sein Debüt bei den Berlinern bestritt er ausgerechnet im FDGB-Pokalfinale gegen den hohen Favoriten FC Carl Zeiss Jena am 9. Juni 1968. Selbst für seine Mitspieler war die Aufstellung des 22-Jährigen durch Trainer Werner Schwenzfeier eine Überraschung, so zum Beispiel sein Mannschaftskollege Günter Hoge: „Keiner kannte Lauck […]. Und du wirst es nicht für möglich halten, der Trainer macht die Aufstellung, und da steht Mäcki Lauck drin“. Trotzdem gewannen die „Eisernen“ überraschend den Pokal – der einzige große Titel für den Verein bis heute. Lauck blieb bis 1973 bei Union und avancierte zum Stammspieler sowie zur großen Stütze der Mannschaft. In insgesamt 145 Liga- und Pokalspielen für Union Berlin erzielte er 23 Tore und reifte zum DDR-Nationalspieler.
Nach dem Abstieg der Unioner 1973 folgte für viele Fans jedoch der Schock, als Lauck zum Lokalrivalen BFC Dynamo wechselte. Fans des FC Union sollen sogar vor seiner Wohnungstür um seine Rückkehr gebettelt haben. Bis heute ist umstritten, ob und inwiefern Lauck zum Wechsel durch Funktionäre gedrängt wurde. Für viele Unionfans gilt sein Wechsel als erzwungen, andere dagegen vertreten die Meinung, dass Lauck aus eigenem Antrieb gewechselt ist, um seinen Status als Nationalspieler nicht zu gefährden.
Mit Dynamo feierte Lauck große Erfolge. So wurde er 1979 und 1980 zweimal DDR-Meister. In 152 Oberliga-Einsätzen für die Weinroten konnte der gebürtige Sielower 29 Tore erzielen. Im Sommer 1981 musste er seine Karriere aufgrund von Kniebeschwerden beenden und war zuvor in der Saison 1980/81 am 3. Meistertitel des BFC in Serie bereits nicht mehr auf dem Platz beteiligt.

### Auswahleinsätze
1964 und 1965 absolvierte Lauck fünf Spiele in der DDR-Juniorennationalelf. Er zählte 1965 zum Kaderkreis der U-18 des DFV für das UEFA-Juniorenturnier, die  inoffizielle Europameisterschaft dieser Altersklasse, aber kam beim von den Ostdeutschen gewonnenen Turnier in der Bundesrepublik nicht zum Einsatz.
Nach drei Spielen mit der DDR-Nachwuchsauswahl Ende der 1960er-Jahre hatte Lauck seinen ersten Auftritt in der Fußballnationalmannschaft der DDR am 16. Mai 1973, als die DDR in Karl-Marx-Stadt mit 2:1 gegen Ungarn gewann. In der Qualifikation zur Weltmeisterschaft 1974 in der Bundesrepublik war Lauck in vier Spielen im Einsatz und hatte maßgeblichen Anteil an der erfolgreichen Qualifikation. Während der WM-Endrunde bestritt Lauck drei Spiele, unter anderem stand er beim legendären 1:0-Erfolg gegen die bundesdeutsche Nationalmannschaft auf dem Feld. In seinem wohl besten Spiel für die Nationalelf schaffte er es, sein Gegenüber – Wolfgang Overath, den Spielgestalter der Westdeutschen – zu kontrollieren und so das Offensivspiel der BRD zu stoppen.
Zwei Jahre später, bei den Olympischen Spielen 1976 in Montreal, errang Lauck seinen wertvollsten Titel. Bei allen fünf Endrundenspielen des olympischen Fußballturniers wurde er aufgestellt und gewann mit der Auswahl der DDR die Goldmedaille. Für diesen Erfolg wurde er mit dem Vaterländischen Verdienstorden in Silber ausgezeichnet. Ein Jahr später bestritt Lauck in Buenos Aires gegen Argentinien (0:2) sein letztes Länderspiel. Insgesamt kam er in seiner Karriere auf 33 A-Länderspiele (fünf davon in seiner Zeit beim 1. FC Union, die anderen als BFC-Akteur) oder 30 nach FIFA-Lesart und erzielte dabei drei Tore. Darüber hinaus bestritt Lauck sieben Einsätze im Olympiateam, in denen er ohne Torerfolg blieb.
Von den 14 Europapokalspielen des BFC nach seinem Wechsel von Union und vor seinem Karriereende im Sommer 1981 kam Lauck in sechs Begegnungen zum Einsatz. Am weitesten kam er mit seiner Mannschaft im Europapokal der Landesmeister 1979/80, als das Viertelfinale erreicht wurde. Im Hinspiel beim englischen Meister Nottingham Forest (1:0) bestritt Lauck sein letztes Europapokalspiel, da der BFC anschließend zu Hause ohne ihn mit 1:3 verlor und ausschied sowie Verletzungsprobleme in der Folgesaison weder in der Oberliga noch im Europapokal Einsätze möglich machten.

## Nach dem Karriereende
Im privaten Leben hatte Lauck weniger Erfolg als auf dem Platz. Er arbeitete nach der Fußballzeit unter anderem in seinem erlernten Beruf als Schlosser, Bauarbeiter und Kohlenschlepper und bekam zunehmend Probleme mit dem Alkohol. Bei der Wiederauflage des deutsch-deutschen Spieles der WM 1974 im Jahr 1994 in Steinach (Thüringen) konnte Lauck bereits nicht mehr spielen. Im Oktober 1997 wurde er mit Alkohol im Blut und schweren Kopfverletzungen auf einer Berliner Straße liegend gefunden. Nach zwei Wochen im Koma starb Reinhard Lauck im Alter von nur 51 Jahren.

## Nach dem Tod
In der ORB-Produktion Aufstieg und Fall des Fußballstars Reinhard Lauck wurde das Leben von Reinhard Lauck verfilmt. Eine literarische Erinnerung von Torsten Schulz veröffentlichte die Berliner Zeitung 2007 unter dem Titel Das Trikot. Auch Alexander Osang hatte in der Berliner Zeitung 1993 ein Porträt über Lauck geschrieben und ihm einen Nachruf gewidmet.
Zu Ehren Laucks wurde am 16. September 2006 in seinem Geburtsort Sielow bei seiner ersten Gemeinschaft SG Sielow eine Ehrentafel enthüllt. Viele ehemalige Weggefährten wie der frühere DDR-Nationaltrainer Georg Buschner, Laucks Trainer beim BFC Jürgen Bogs sowie die DDR-Nationalspieler Lothar Kurbjuweit und Peter Ducke waren als Ehrengäste anwesend.